# Super League 2011
La Super League de 2011 fue la 117.ª temporada del rugby league de Inglaterra y la decimosexta edición con la denominación de Super League, es el torneo de rugby league más importante de Inglaterra.

## Formato
Los equipos se enfrentaron en formato de todos contra todos, los primeros ocho clasificados disputaron la postemporada.
Se otorgaron 2 puntos por cada victoria, 1 por el empate y 0 por la derrota.

## Desarrollo

### Tabla de posiciones
| Pos. | Equipo               | Encuentros | Encuentros | Encuentros | Encuentros | Tantos | Tantos | Tantos | Puntos |
| Pos. | Equipo               | PJ         | PG         | PE         | PP         | F      | C      | Dif.   | Puntos |
| ---- | -------------------- | ---------- | ---------- | ---------- | ---------- | ------ | ------ | ------ | ------ |
| 1    | Warrington Wolves    | 27         | 22         | 0          | 5          | 1072   | 401    | 671    | 44     |
| 2    | Wigan Warriors       | 27         | 20         | 3          | 4          | 852    | 432    | 420    | 43     |
| 3    | St. Helens           | 27         | 17         | 3          | 7          | 782    | 515    | 267    | 37     |
| 4    | Huddersfield Giants  | 27         | 16         | 0          | 11         | 707    | 524    | 183    | 32     |
| 5    | Leeds Rhinos         | 27         | 15         | 1          | 11         | 757    | 603    | 154    | 31     |
| 6    | Dragons Catalans     | 27         | 15         | 1          | 11         | 689    | 626    | 63     | 31     |
| 7    | Hull Kingston Rovers | 27         | 14         | 0          | 13         | 713    | 692    | 21     | 28     |
| 8    | Hull FC              | 27         | 13         | 1          | 13         | 718    | 569    | 149    | 27     |
| 9    | Castleford Tigers    | 27         | 12         | 2          | 13         | 664    | 808    | -144   | 26     |
| 10   | Bradford Bulls       | 27         | 9          | 2          | 16         | 570    | 826    | −256   | 20     |
| 11   | Salford Red Devils   | 27         | 10         | 0          | 17         | 542    | 809    | −267   | 20     |
| 12   | Harlequins RL        | 27         | 6          | 1          | 20         | 524    | 951    | −427   | 13     |
| 13   | Wakefield Trinity    | 27         | 7          | 0          | 20         | 453    | 957    | −504   | 10     |
| 14   | Crusaders RL         | 27         | 6          | 0          | 21         | 527    | 857    | −330   | 8      |

|  | Clasificados a postemporada. |

### Postemporada

#### Finales de clasificación
| 16 de septiembre | Warrington Wolves | 47 - 0 | Huddersfield Giants |  |  |

| 17 de septiembre | Wigan Warriors | 18 - 26 | St Helens RFC |  |  |

#### Finales de eliminación
| 18 de septiembre | Catalans Dragons | 56 - 6 | Hull Kingston Rovers |  |  |

| 18 de septiembre | Leeds Rhinos | 42 - 10 | Hull FC |  |  |

#### Semifinales preliminares
| 23 de septiembre | Huddersfield Giants | 28 - 34 | Leeds Rhinos |  |  |

| 25 de septiembre | Wigan Warriors | 44 - 0 | Catalans Dragons |  |  |

#### Semifinales
| 30 de septiembre | Warrington Wolves | 24 - 26 | Leeds Rhinos |  |  |

| 1 de octubre | St Helens RFC | 26 - 18 | Wigan Warriors |  |  |

#### Final
| 8 de octubre | Leeds Rhinos | 32 - 16 | St Helens RFC | Old Trafford, Mánchester        |  |
|              |              |         |               | Asistencia: 69.107 espectadores |  |

| Bandera de Inglaterra |
| Campeón Leeds Rhinos  |
| Octavo título         |